# Makrisz Agamemnon
Makrisz Agamemnon, (Αγαμέμνων Μακρής, [Agamémnon Makrísz], Μέμος Μακρής [Mémosz Makrísz]) (Pátra, 1913. március 14. – Athén, 1993. május 26.) Kossuth- és kétszeres Munkácsy Mihály-díjas görög származású magyar szobrász, érdemes és kiváló művész.

## Életpályája
A Görögországban született művész fiatalon munkába állt, hogy az apa nélkül maradt család megélhetésének megteremtésében kivegye részét. Édesanyjuk egyedül nevelte a három fiúgyermeket. Később húszévesen lehetősége nyílt arra, hogy folytassa tanulmányait a Képzőművészeti Főiskolán Athénban. Már fiatalon meggyőződéses baloldali gondolkodóvá vált. A második világháborúban részt vett hazája ellenállási mozgalmában és a Nemzeti Front megalakításában. Harcolt a görög polgárháborúban.
1945–1948 a francia kormány ösztöndíjasa volt. Hazájába politikai okok miatt nem térhetett vissza. Művészetére nagy hatást gyakoroltak a párizsi évek. Itt ismerkedett meg Medgyessy Ferenc művészetével is, ami hatással volt szobrászatára. Jó barátságba került Marcel Gimond-nal, a párizsi Képzőművészeti Akadémia tanárával, aki megerősítette benne művészi fejlődésének irányát. Nem csak a művészeti életben, de a politikában is aktívan részt vett. 1950-ben az – ekkor már emigrációban – Párizsban élő művészt megválasztották a Béke Világtanács tagjának. Ezt követően azonnal kiutasították Franciaországból.
Magyarországra jött, ahol hamarosan a művészeti és politikai élet ismert alakjává vált. Nem csak szobrászként, hanem mint kiállításrendező is elismerést szerzett. 1955-től a Magyar Képzőművészek és Iparművészek Szövetsége vezetőségi, 1959-től választmányi tagja volt. 1956-1957 között képzőművészeti kormánybiztos volt.
1964-ben megfosztották görög állampolgárságától, ezt 1975-ben visszakapta. Munkáinak első görögországi retrospektív kiállítása 1979-ben, az athéni Nemzeti Galériában volt. Az emigráns görög művészekkel és párizsi barátaival élete végéig ápolta kapcsolatait. Gyakran látogatott Párizsba.
Alkotásainak témaválasztásában megjelenik politikai elkötelezettsége, de a művészi kifejezésmódjára nem gyakorolt hatást. Szellemisége mindvégig megőrizte a klasszikus görög hagyományokra épülő, elsősorban a kubizmus hatását mutató, modern formakezelést. Elutasítja a szocialista realizmus sematizmusát. Kitartóan küzd a progresszív művészeti irányzatok hazai érvényesülése mellett. Egyik kezdeményezője a Derkovits-ösztöndíjnak. Magyarországon felállított jelentős számú köztéri szobrában leginkább a görög hagyományokat tükröző allegorikus kifejezésmód fedezhető fel. Ennek legszebb példája a Pécsett felállított Niké (1974), mely eredetileg Felszabadulási emlékmű.
Jelentős portrészobrászata, ahol számára kedves művészek, politikusok, barátok arcvonásait örökítette meg. 1975-ben a görögországi politikai konszolidáció idején lehetőséget kapott a hazalátogatásra. 1980-tól gyakran tartózkodott szülőföldjén, ott bekapcsolódott a művészeti és politikai életbe. Néhány köztéri szobra is elhelyezésre került, ezek magyarországi műtermében készültek.

### Tanulmányai
1933-1938 Képzőművészeti Főiskola, Athén. Mesterei: Constantinos Dimitriadis és Michalis Tombros. 

## Kiállításai

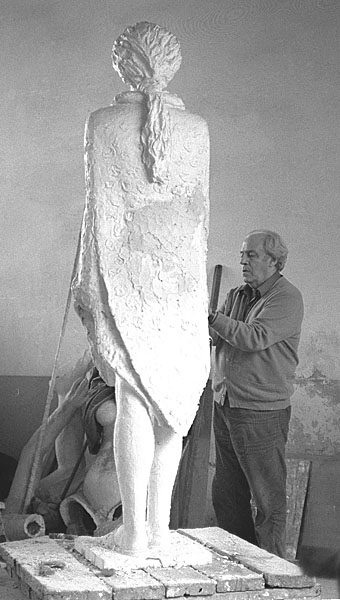
Makrisz Agamemnon budapesti műtermében, 1988 fotó: ifj. Szlávics László

### Csoportos kiállítások (válogatás)
- 1945-1950 Salon d’Automne, a Salon de Mai és a Salon de la Jeune Sculpture tárlatai Párizs
- 1951 – Magyar katona a szabadságért, Fővárosi Képtár, Budapest
- 1952 – Tavaszi Tárlat, Műcsarnok, Budapest
- 1952 – Arckép kiállítás, Ernst Múzeum, Budapest
- 1952 – 3. Magyar Képzőművészeti kiállítás, Műcsarnok, Budapest
- 1954 – 4. Magyar Képzőművészeti kiállítás, Műcsarnok, Budapest
- 1956 – II. Miskolci Országos Képzőművészeti kiállítás, Miskolc
- 1957 – Tavaszi Tárlat, Műcsarnok, Budapest
- 1957 – Magyar forradalmi művészet, Műcsarnok, Budapest
- 1958 – Magyar festészeti, szobrászati és grafikai kiállítás, Antwerpen
- 1959 – 7. Magyar Képzőművészeti kiállítás, Műcsarnok, Budapest
- 1960 – 8. Magyar Képzőművészeti kiállítás, Műcsarnok, Budapest
- 1960 – A felszabadult Budapest művészete, Magyar Nemzeti Galéria, Budapest
- 1960 – Képzőművészetünk a felszabadulás után, Magyar Nemzeti Galéria, Budapest
- 1962 – 9. Magyar Képzőművészeti kiállítás, Műcsarnok, Budapest
- 1964 – Balatoni nyári tárlat, Keszthely
- 1965 – 10. Magyar Képzőművészeti kiállítás, Műcsarnok, Budapest
- 1965 – Százados úti művésztelep kiállítása. 50 éves jubileum, Magyar Nemzeti Galéria, Budapest
- 1965 – Magyar képzőművészek a fasizmus ellen, Magyar Nemzeti Galéria, Budapest
- 1968 – 11. Magyar Képzőművészeti kiállítás, Műcsarnok, Budapest
- 1969 – Mártír költők és írók, Petőfi Irodalmi Múzeum, Budapest
- 1969 – Magyar Művészet 1945-1969, Műcsarnok, Budapest
- 1970 – Huszonöt éves a szabad Magyarország, Szépművészeti Múzeum, Moszkva
- 1970 – Lenin alakja a magyar szobrászatban, Magyar Nemzeti Galéria, Budapest
- 1974 – Szabadtéri szoborkiállítás, Salgótarján
- 1975 – Köztulajdon, Műcsarnok, Budapest
- 1978 – Magyar szobrászat, Műcsarnok, Budapest

### Egyéni kiállításai (válogatás)
- 1939, 1944 – Athén
- 1948, 1950 – Párizs

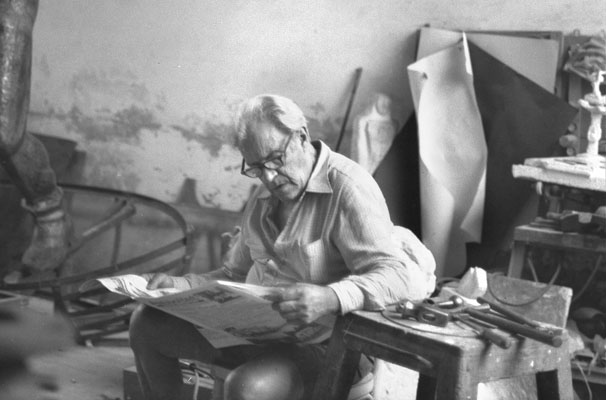
Makrisz Agamemnon budapesti műtermében, 1988, fotó: ifj. Szlávics László

- 1951 – Fényes Adolf Terem, Budapest (Bencze Lászlóval)
- 1975 – Nagy Balogh János Kiállítóterem, Budapest, (Makrisz Zizivel)
- 1975 – Gárdonyi Géza Színház, Eger
- 1977 – Egyesült Izzó Sportcsarnok, Budapest, (Makrisz Zizivel)
- 1977 – Madách Művelődési Központ, Vác
- 1978 – Magyar Nemzeti Galéria, Budapest
- 1979 – Nemzeti Galéria, Athén (Makrisz Zizivel)
- 1981 – Móra Ferenc Múzeum, Szeged
- 1985 – Vigadó Galéria, Budapest (Makrisz Zizivel)
- 1986 – Barátság Ház, Székesfehérvár (Makrisz Zizivel)

## Díjai, elismerései (válogatás)
- Munkácsy Mihály-díj (1953, 1955)
- Érdemes művész (1966)
- Kiváló művész (1972)
- Munka Érdemrend arany fokozata (1973)
- Kossuth-díj (1978)
- Magyar Népköztársaság babérkoszorúval ékesített zászlórendje (1983)

## Köztéri alkotásai (válogatás)

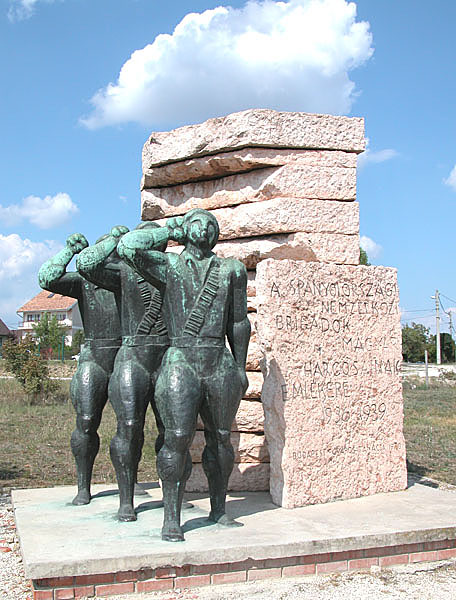
Makrisz Agamemnon: Nemzetközi brigád – Spanyol partizán emlékmű (szoborcsoport, vörösréz lemez, 1970, Budapest, V. ker., Néphadsereg tér, áthelyezve a XXII. ker.-i szoborparkba 1992-ben)

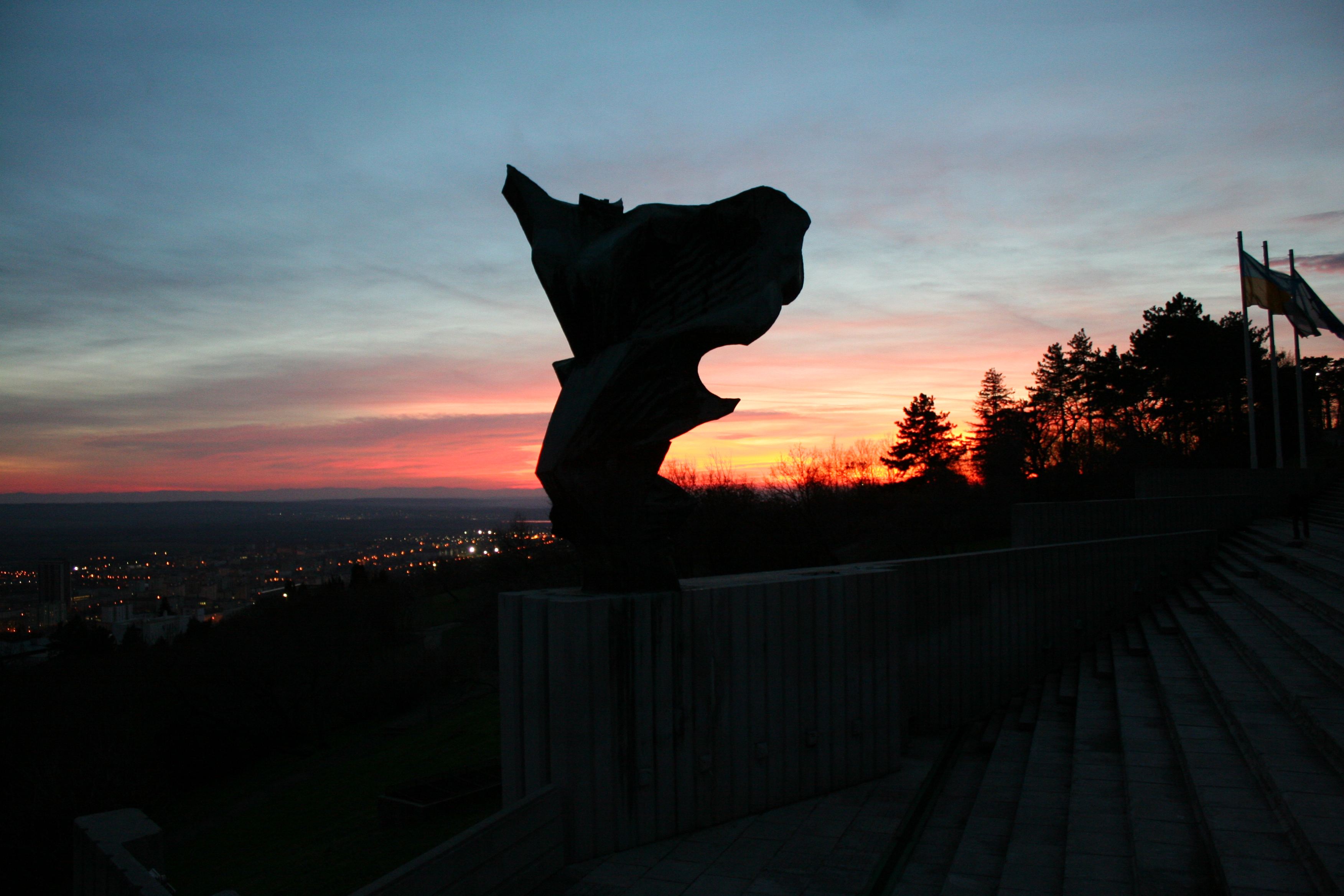
Makrisz Agamemnon: Niké (eredetileg: Felszabadulási emlékmű, vörösréz lemez, 1975, Pécs)

- Móricz Zsigmond (mellszobor, mészkő, 1952, Budapest, XIII. ker., Margitsziget, Művészsétány, 1966-ban áthelyezve a Városligetből)
- Éneklő fiatalok (szoborcsoport, alumínium, 1953, Budapest, XIV. ker., Népstadion szoborcsoport)
- Mártír-emlékmű (bronz, 1962, Mauthausen (Ausztria)
- Nikosz Beloiannisz (utcajelző tábla, vörös márvány, dombormű, 1951, Budapest, V. ker., Beloiannisz u. 17. - ma Zoltán utca)
- Fonó nők - Orsózó lányok (bronz, 1955, Szeged, Textilművek előtt)
- Medgyessy Ferenc (mellszobor, fehér márvány, 1957-1966, Budapest, XIII. ker., Margitsziget, Művészsétány)
- Vízicsikó [vörösréz lemez, 1958, Győr, Strandsziget, Duna-Rába torkolat, eredeti helyéről a Pályaudvar elől – restaurálást követően (Szlávics László, id.) – ide helyezve 1981-ben]
- Bartók Béla (mellszobor, bronz, 1959, Szeged, Bartók tér)
- Munkáslány-Építőlány (1958, Budapest, XI. ker., Kosztolányi tér)
- Sellő (vörösréz lemez, 1965, Szeged, Korányi rakpart, toronyház.)
- Ady Endre (mellszobor, bronz, 1962, Debrecen, Béke út, Általános Iskola)
- Bartók Béla (mellszobor, bronz, 1962, Gyula, Groza park)
- Joliot Curie (mellszobor, bronz, 1962, Debrecen, MTA Atommagkutató Intézet)
- Kecskemétet szimbolizáló körplasztika (ólom, 1959, Kecskemét, Aranyhomok Szálló)
- Húsz éve (vörösréz, lemez, 1966, Miskolc, SZOT Székház előtti park)
- Ülő nő (1966-1968, Budapest, XVIII. ker., Lakatos úti lakótelep, Mikszáth utca)
- Ülő nők (fehér márvány, 1963, Budapest, XII. ker., Pihenő út 1.)
- Lenin (vörösréz lemez, 1968, Szombathely, Magyar Szocialista Munkáspárt Székház, lebontva)
- Tánc (ólomlemez, dombormű 1966, Budapest, VI. ker., Mikroszkóp Színház - Rátkai Színészklub)
- Úszó nők (vörösréz lemez 1967-1970, Kecskemét, Fedett uszoda kertje)
- Nemzetközi brigád - Spanyol partizán emlékmű (szoborcsoport, vörösréz lemez, 1970, Budapest, V. ker., Néphadsereg tér, áthelyezve a XXII. ker.-i szoborparkba 1992-ben)
- Lenin (vörös gránit, 1970, Eger, Gárdonyi tér, ?)
- Kolombárium domborműve (műkő, 1971, Tatabánya, Köztemető)
- Ülő nő (haraszti mészkő, 1973, Füzesabony, Járási Pártbizottság)
- Fésülködő nő (vörösréz lemez, 1971-1973, Debrecen, Agrártudományi Egyetem)
- Munkáslány (vörösréz lemez, 1973, Békéscsaba, Művelődési és Ifjúsági Ház)
- Felszabadulási emlékmű (vörösréz lemez, 1975, Tiszafüred)
- Felszabadulási emlékmű – Niké (vörösréz lemez, 1975, Pécs, Mecsek kapu felett)
- Műtőorvos (nagyméretű, 500 cm, mellszobor vörösréz lemez, 1977, Kazincbarcika, Kórház)
- Ülő nők (vörösréz lemez, 1978, Sopron, Barátság park)
- Áldozatok tiszteletére (vörösréz lemez, 1978, Athén)
- Térdelő nő (bronz, 1979, Marcali, Ifjúsági Park)
- Felszabadulási emlékmű (vörösréz lemez, 1980, Szeghalom, Szabadság tér)
- Makariosz érsek (bronz, 1980, Nicosia, Ciprus, köztársasági elnöki palota)
- Sellő díszkút (vörösréz lemez, 1976, Budapest, XII. ker., Moszkva tér. A mozaikképek felesége Makrisz Zizi alkotásai)
- Hermész (vörösréz lemez, 1981-1982, Budapest, I. ker., Szentháromság tér)
- Bartók Béla (mellszobor, bronz, 1982, Mexikóváros Mexikó, Bartók tér)
- Lenin (vörösréz lemez, 1983, Leninváros, Pártház előtti tér, lebontva)
- Hellasz (vörösréz lemez, 1983, Athén, Jacht Klub)
- Mártír emlékmű (szoborcsoport, vörösréz lemez, 1986, Budapest, XIII. ker., Rakpart, a mauthauseni emlékmű másolata)
- Alabárdos katona (vörösréz lemez, 1986, Eger, Almagyari úti Szolgáltatóh.)
- Fésülködő nő (vörösréz lemez, 1986, Leninváros, Lenin út melletti park)
- Zrínyi-emlékmű (vörösréz lemez, 1988, Szigetvár, Kórház)
- Három figurás díszkút (vörösréz lemez, Budapest, VIII. ker., Kálvária tér)
- Háború és a fasizmus áldozatai (emlékmű, Makó, Felszabadulás tér, ?)
- Türr István-emlék (?, Korinthosz, Görögország)

## Kiállításrendezései (válogatás)
- 1956 – Medgyessy Ferenc
- 1967 – Kassák Lajos, Fényes Adolf Terem (később Árkád Galéria MKISZ kiállító terme)
- 1968 – Fiatal Képzőművészek Stúdiója jubileumi kiállítása
- 1969 – Amerigo Tot

## Művei közgyűjteményekben (válogatás)
- Janus Pannonius Múzeum – Modern Magyar Képtár, Pécs
- Magyar Nemzeti Galéria, Budapest
- Nemzeti Galéria, Athén
- Nemzeti Múzeum, Stockholm

## Irodalom (válogatás)

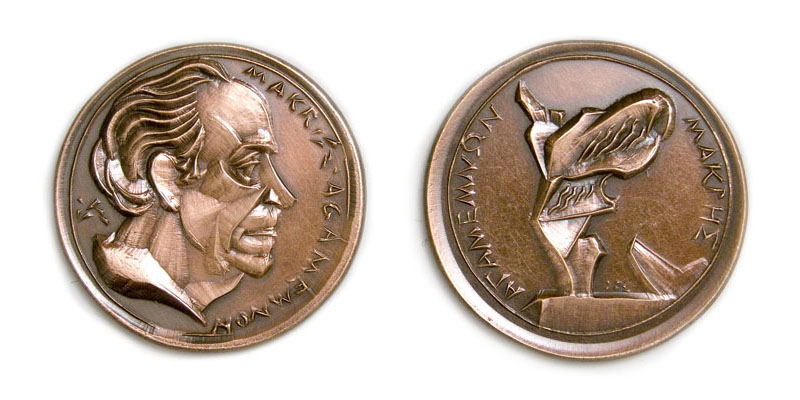
ifj. Szlávics László: Makrisz Agamemnon emlékérem, 1988, vörösréz, vert, 42mm